# Logan Tom
Logan Tom est une ancienne joueuse de volley-ball américaine née le 25 mai 1981 à Napa (Californie). Elle mesure 1,86 m et joua au poste de réceptionneuse-attaquante. Elle totalise 221 sélections en équipe des États-Unis.

## Biographie
Logan Tom fait partie de l'équipe des États-Unis de volley-ball féminin médaillée d'argent aux Jeux olympiques d'été de 2008 à Pékin et aux Jeux olympiques d'été de 2012 à Londres.

## Clubs
| Club                       | De        | À         |
| -------------------------- | --------- | --------- |
| Cardinal de Stanford       | 1999-2000 | 2001-2002 |
| Minas TC                   | jan. 2003 | avr. 2003 |
| GP Jesi                    | 2003-2004 | 2003-2004 |
| Pallavolo Chieri           | 2004-2005 | 2004-2005 |
| Voléro Zurich              | 2005-2006 | 2005-2006 |
| Club Voleibol Tenerife     | 2006-2007 | 2006-2007 |
| Dinamo Moscou              | 2007-2008 | 2007-2008 |
| Hisamitsu Springs          | 2008-2009 | 2008-2009 |
| Asystel Novara             | 2009-2010 | 2009-2010 |
| Evergrand Guangdong        | 2010-2011 | 2010-2011 |
| Fenerbahçe İstanbul        | 2011-2012 | 2011-2012 |
| Rio de Janeiro Volêi Clube | 2012-2013 | 2012-2013 |
| Pallavolo Ornavasso        | fév 2014  | mai 2014  |
| Racing Club de Cannes      | 2014-2015 | 2014-2015 |
| Halkbank Ankara            | oct 2015  | déc 2015  |
| Jakarta Pertamina          | fév 2016  | …         |

## Palmarès

### Équipe nationale
- Jeux olympiques
  -  2008 à Pékin.
  -  2012 à Londres.
- Championnat du monde
  - Finaliste : 2002
- Grand Prix (3)
  - Vainqueur : 2001, 2010, 2011
- Coupe du monde
  - Finaliste : 2011.
- Coupe panaméricaine (1)
  - Vainqueur : 2003
- Championnat d'Amérique du Nord
  - Vainqueur : 2001, 2003, 2005, 2011
  - Finaliste: 2007

### Clubs
- Ligue des champions
  - Vainqueur : 2012
- Top Teams Cup
  - Vainqueur  : 2005
- Championnat de Suisse
  - Vainqueur : 2006
- Championnat d'Espagne
  - Finaliste : 2007
- Championnat de Russie
  - Finaliste : 2008
- Coupe de France
  - Finaliste : 2015.
- Championnat de France
  - Vainqueur : 2015.
- Championnat d'Indonésie
  - Finaliste : 2016.

### Distinctions individuelles
- Coupe panaméricaine de volley-ball féminin 2003: Meilleure réceptionneuse.
- Grand Prix Mondial de volley-ball 2004: Meilleure serveuse, meilleure marqueuse et MVP.
- Top Teams Cup 2004-2005: Meilleure marqueuse et MVP.
- Jeux olympiques d'été de 2008: Meilleure marqueuse.
- Championnat du monde de volley-ball féminin 2010: Meilleure réceptionneuse.
- Championnat d'Amérique du Nord de volley-ball féminin 2011: Meilleure serveuse.